# Amerikanische Strafexpedition nach Formosa 1867
Im Juni 1867 unternahmen Einheiten der US Navy eine Strafexpedition nach Formosa. Die Expedition war eine Vergeltungsmaßnahme aufgrund der Tötung amerikanischer Seeleute durch formosanische Eingeborene vom Stamm der Paiwan (Rover-Zwischenfall) im März desselben Jahres.

## Rover-Zwischenfall
Am 12. März 1867 lief das US-amerikanische Handelsschiff Rover auf ein Korallenriff nahe Kap Eluanbi, an der Südspitze der Insel Taiwan (damals Formosa). Das Schiff hatte am 9. März 1867 den Hafen von Shantou (damals romanisiert: Swatow) in Südchina verlassen und befand sich auf dem Weg nach Yingkou (damals bekannt als Newschwang) in Nordchina. Das Schiff konnte sich wieder vom Riff lösen, war jedoch nicht mehr zu retten, so dass sich die Mannschaft in die zwei Beiboote begab. Der Kapitän, seine Ehefrau, ein Matrose und 6 Chinesen bestiegen ein Boot und ein weiterer Matrose bestieg mit 7 Chinesen das zweite Boot. Beide Boote ruderten Richtung Festland, wurden aber in der Dunkelheit voneinander getrennt. Das erste Boot erreichte nach mehreren Stunden das Ufer, wo die Schiffbrüchigen zunächst ausruhten. Nach etwa einer halben Stunde wurden sie plötzlich aus dem Hinterhalt beschossen. Ein Chinese konnte fliehen und sich in der Dunkelheit verbergen. Nach mehreren Stunden Wanderung durch das Bergland erreichte er eine chinesische Ansiedlung, von wo er sich nach Takow (heute: Kaohsiung) einschiffte. Dort traf er am 22. März 1867 ein und berichtete über die Ereignisse. Das im Hafen von Takow liegende britische Schiff HMS Cormorant segelte daraufhin ab dem 25. März 1867 Richtung Ostküste, um eventuell überlebende Schiffbrüchige zu bergen oder deren Schicksal zu erkunden. Mit an Bord befand sich der geschäftsführende britische Konsul für Formosa. Am 26. März 1867 gingen mehrere Männer der Besatzung der Cormorant bei der Bootlandungsstelle an Land. Erneut ereignete sich etwas Ähnliches und die angelandeten Männer wurden aus dem Hinterhalt beschossen, so dass sie sich schleunigst wieder in Richtung Schiff zurückzogen. Vom Schiff aus wurden mehrere Salven in die umliegenden Gebüsche abgegeben, woraufhin zahlreiche Eingeborene, die sich dort verborgen hatten, hervorkamen, teilweise das Feuer erwiderten und teilweise ins Hinterland flohen. Die Besatzung der HMS Cormorant sah sich nun in der Befürchtung bestätigt, dass die Schiffbrüchigen der Rover offensichtlich von den ortsansässigen Eingeborenen vom Stamm der Paiwan, die als Kopfjäger bekannt waren, getötet worden waren.
In den Vorjahren waren zahlreiche Schiffe entlang der Süd- und Ostküste Formosas gekentert oder verschwunden, und das Schicksal der Besatzungen blieb größtenteils ungeklärt. Einzelne Überlebende tauchten später auf und berichteten, dass sie an der Küste Formosas durch die Eingeborenenbevölkerung gefangengesetzt und als Sklaven gehalten worden seien. Im Jahr 1860 hatte das Transportschiff Elbe, ein Schiff in den Diensten der preußischen Ostasienexpedition die Süd- und Ostküste Formosas erkundet und einige wenige Seeleute zur Landerkundung an Land abgesetzt. Diese wurden durch die Eingeborenen sofort angegriffen und beschossen, wonach der preußische Kommandeur zum Gegenangriff übergehen und eine Siedlung der Eingeborenen zerstören ließ. Dies war die erste systematische Strafaktion gegen die Eingeborenen.

## Amerikanische Strafexpedition 1867

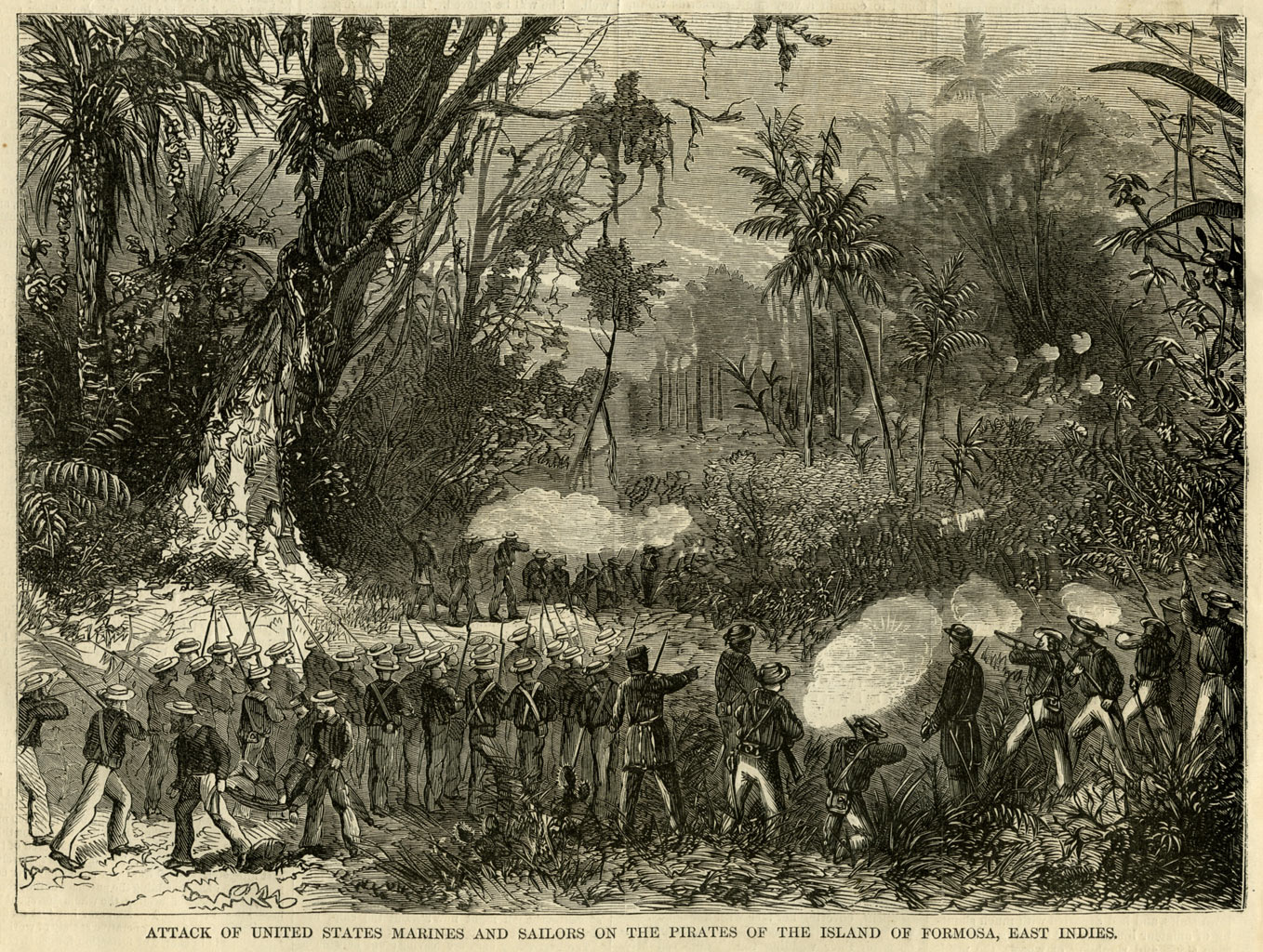
Angriff der US Marines und Seeleute auf die Piraten der Insel Formosa, Ostindien (aus Harper’s Weekly vom 7. September 1867)

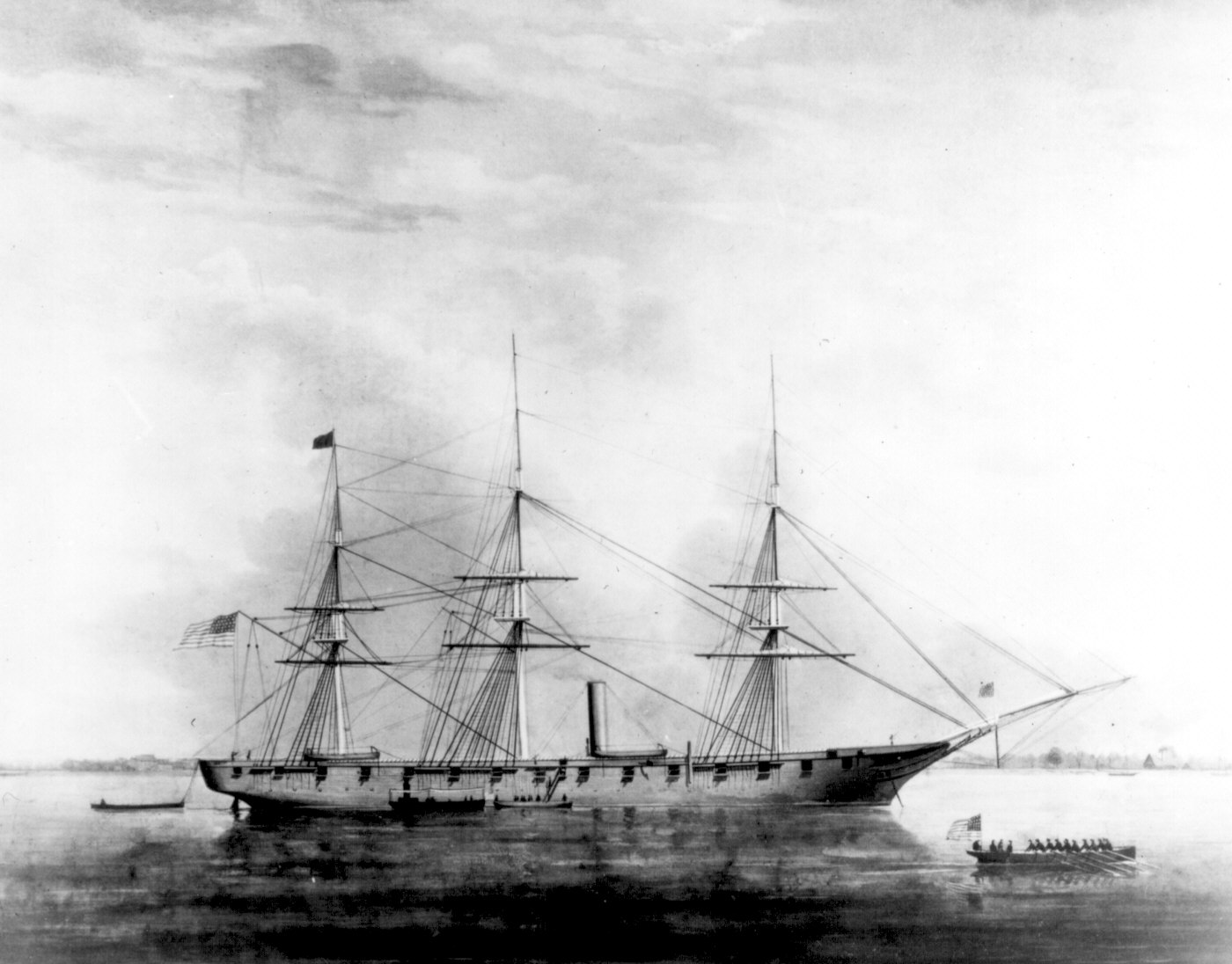
Die USS Hartford nach einem Ölgemälde (1864)

Die Insel Formosa (Taiwan) gehörte damals formal zum Chinesischen Kaiserreich. Nach Bekanntwerden des Vorfalls begab sich der US-amerikanische Konsul in Amoy (Xiamen), Charles Le Gendre zum chinesischen Generalgouverneur der Provinz Fujian (zu der Formosa gehörte) und bedrängte diesen, etwas in dieser Sache zu unternehmen. Dieser erklärte, dass die Eingeborenen Formosas sich nicht an die Gesetze Chinas hielten. Le Gendre reiste daraufhin persönlich nach Formosa, wo er ohne Erfolg versuchte, den chinesischen Präfekten von Formosa zum Handeln gegen die Eingeborenen zu bewegen. Auch war es ihm nicht möglich in direkte Verhandlungen mit den Eingeborenen zu treten.
Von Seiten der amerikanischen Regierung (damals unter Präsident Andrew Johnson) wurde entschieden, eine Strafexpedition gegen die „barbarischen Wilden“ zu entsenden. Zwei Schiffe, die Hertford und die Wyoming unter dem Kommando von Kapitän Belknap mit einer Besatzung von 181 Offizieren, Seeleuten und Marinesoldaten wurden ausgerüstet und die Truppe landete am 19. Juni 1867 an der Küste Formosas. Hier bewegten sich die Amerikaner landeinwärts, stießen aber auf erhebliche Schwierigkeiten. Sie wurden durch die Eingeborenen aus dem Hinterhalt beschossen und das ungewohnte tropische Klima belastete die Männer schwer. Durch den dicken Dschungel war kaum voranzukommen. Letztlich wurde auch der führende Offizier, als er einen Angriff bergaufwärts anführte, getötet. Die Amerikaner mussten sich nach einer gewissen Zeit in einiger Unordnung wieder auf ihre Schiffe zurückziehen.
Nach diesem ersten, wenig erfolgreichen Unternehmen kam es noch zu einer zweiten Aktion im September 1867, die von Charles Le Gendre als Kommandierendem angeführt wurde. Diese zweite Truppe bestand wesentlich aus Chinesen, die die chinesische Regierung bereitgestellt hatte. Diese Truppe bewegte sich landeinwärts bis ins Siedlungsgebiet der Paiwan, wo Le Gendre, ohne dass es zu größeren Kampfhandlungen kam, mit dem Häuptling der Paiwan in Verhandlungen trat und ein Abkommen schloss, in dem sich die Paiwan zukünftig verpflichteten, keine Angriffe mehr auf Schiffbrüchige und Seefahrer zu unternehmen.
Die so ausgehandelte Befriedung der Paiwan war nur von sehr kurzer Dauer. Im sogenannten Mudan-Zwischenfall (1871) wurden 54 Schiffbrüchige von den Ryūkyū-Inseln durch die Paiwan getötet, was zu einer japanischen Strafexpedition 1874 führte.